# Carretera de Nebraska 39
La Carretera de Nebraska 39, y abreviada NE 39 (en inglés: Nebraska Highway 39) es una carretera estatal estadounidense ubicada en el estado de Nebraska. La carretera inicia en el Sur desde la NE 92 oeste de Osceola hacia el Norte en la NE 14 al sureste de Albion. La carretera tiene una longitud de 67,7 km (42.05 mi).

## Mantenimiento
Al igual que las autopistas interestatales, y las rutas federales y el resto de carreteras estatales, la Carretera de Nebraska 39 es administrada y mantenida por el Departamento de Carreteras de Nebraska por sus siglas en inglés NDOR.

## Cruces
La Carretera de Nebraska 39 es atravesada principalmente por la US 30 suroeste de Silver Creek.